# Mimudea haematalis
Mimudea haematalis là một loài bướm đêm trong họ Crambidae.